# 亨利·高曼
亨利·高曼（Henry Cowans，1996年10月2日—），是一名英格蘭的職業足球運動員，司職中場，現由英格蘭足球冠軍联赛球會阿士東維拉外借至英格蘭足球乙級联赛球會史提芬納治。
2016年8月24日，高曼租借至史提芬納治直至2017年1月。